# Musaranya de Flores
La musaranya de Flores (Suncus mertensi) és un soricí que només viu a l'illa de Flores (Indonèsia). Se la considera una espècie en perill crític a causa de la pèrdua d'hàbitat i la seva distribució geogràfica limitada.